# Manfred Lochbrunner
Manfred Lochbrunner (* 26. November 1945 in Derndorf, Unterallgäu) ist ein deutscher Theologe und Dogmatiker.

## Leben
Manfred Lochbrunner studierte Philosophie und Katholische Theologie an der Päpstlichen Universität Gregoriana in Rom. Zudem absolvierte er eine Gesangsausbildung an der römischen Accademia Nazionale di Santa Cecilia, einer der ältesten Musikhochschulen weltweit. 1972 empfing er die Priesterweihe in Rom. 1979 wurde er an der theologischen Fakultät der Albert-Ludwigs-Universität Freiburg mit einer Arbeit über die Theologie Hans Urs von Balthasars zum Doktor der Theologie promoviert. 1993 habilitierte er sich an der theologischen Fakultät der Universität Augsburg mit einer Schrift über das Priesterbild des Johannes Chrysostomus.
Von 1998 bis 2006 lehrte er als Privatdozent; 2006 erhielt er einen Ruf auf die Professur für Katholische Dogmatik und Dogmengeschichte am Priesterseminar Redemptoris Mater des Erzbistums Berlin. Er war seit 2007 zudem ordentlicher Professor für Dogmatik und Dogmengeschichte an der Gustav-Siewerth-Akademie in Weilheim-Bierbronnen.
Er leitet als Pfarradministrator die Pfarrei St. Stephan in Bonstetten.

## Schriften
- Analogia caritatis. Darstellung und Deutung der Theologie Hans Urs von Balthasars,  Herder Freiburg im Breisgau 1981, ISBN 3-451-19126-1
- Über das Priestertum. Historische und systematische Untersuchung zum Priesterbild des Johannes Chrysostomus, Borengässer Bonn 1993, ISBN 3-923946-19-8
- Hans Urs von Balthasar als Autor, Herausgeber und Verleger : fünf Studien zu seinen Sammlungen (1942 - 1967), Echter Würzburg 2002, ISBN 3-429-02440-4
- Hans Urs von Balthasar und seine Philosophenfreunde : fünf Doppelporträts, Echter Würzburg 2005, ISBN 3-429-02740-3
- Hans Urs von Balthasar und seine Literatenfreunde : neun Korrespondenzen, Echter Würzburg 2007, ISBN 3-429-02913-9
- Hans Urs von Balthasar und seine Theologenkollegen: sechs Beziehungsgeschichten, Echter Würzburg 2009, ISBN 978-3-429-03147-3
- Balthasariana. Studien und Untersuchungen, Aschendorff Verlag Münster 2016, ISBN 978-3-402-13156-5
- Hans Urs von Balthasar 1905 – 1988. Die Biographie eines Jahrhunderttheologen, Echter Würzburg 2020, ISBN 978-3-429-05457-1
- Der Briefwechsel zwischen Erich Przywara und Gertrud von le Fort. Eingeleitet und herausgegeben von Manfred Lochbrunner, Echter Würzburg 2022, ISBN 978-3-429-05743-5